# 金周黙
金 周黙（キム・ジュムク、朝鮮語: 김주묵/金周默、1918年1月14日または1920年 - 1988年11月8日）は、大韓民国のジャーナリスト、政治家。第4代韓国国会議員。
本貫は旧安東金氏。号は東石（トンソク、동석）。ジャーナリストの金相範は父、学者で元保健福祉部次官の金学黙は兄、演出家・プログラムディレクターの金在衡と金在衍、実業家の金在徽は甥。

## 経歴
日本統治時代の忠清北道陰城郡出身。京城公立高等普通学校、早稲田大学法学部卒。1958年の第4代総選挙では民主党の候補として陰城郡選挙区から出馬し当選したが、4・19事件の直前に自由党に鞍替えし、5・16事件の後にまた野党側に戻った。他には国務総理秘書官、韓国日報政治部長、朝鮮日報政治部長、民主党中央委員、大韓証券協会常勤副会長などを務めた。
1988年11月8日、持病によりソウル市道峰区の自宅にて死去。享年71。